# Vilhelm Engström
Pour les articles homonymes, voir Engström.
Vilhelm Oskar Engström (né le 28 mars 1830 en Suède, mort le 25 janvier 1877 à Düsseldorf) est un peintre suédois.

## Biographie

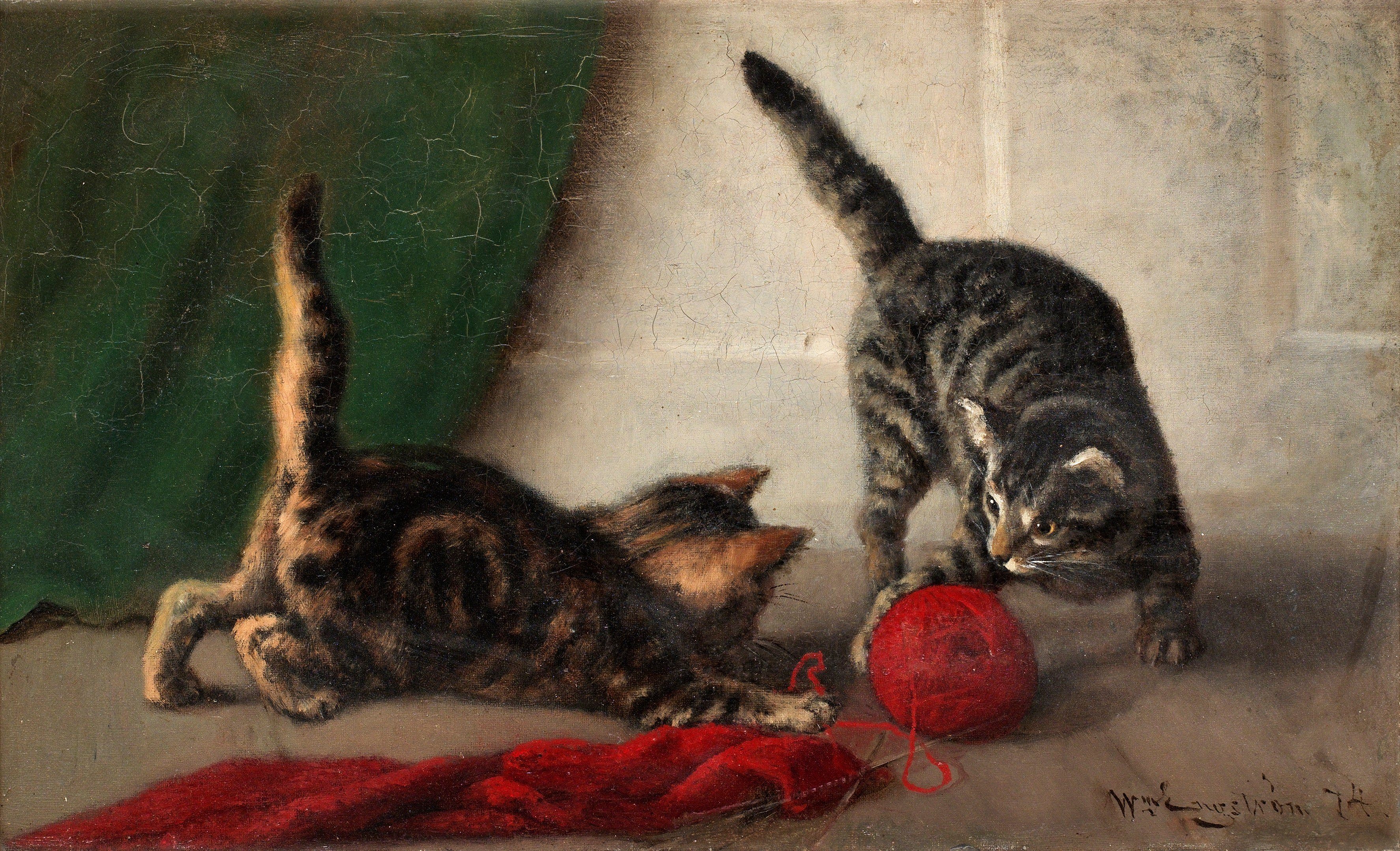
Chats qui jouent.

Il est le fils du grossiste Henric Engström et de Johanna Elisabeth Rosengren. Engström travaille  d'abord dans un bureau de commerce à Stockholm mais n'aime pas ce travail, il est parfois contraint de se faire soigner à l'hôpital pour dépression. Il postule à l'Académie royale suédoise des Beaux-Arts où il étudie de 1862 à 1865. Engström participe aux expositions de l'académie en 1868 et 1873. Avec le soutien de sa famille, il s'installe en Allemagne en 1872.
Engstrom peint des motifs orientaux, des peintures de genre et d'animaux.